# No nos quieren ver
No nos quieren ver es una serie de televisión chilena de género dramático y suspenso, creada y dirigida por Guillermo Helo Juan-Oliver, producida por AltiroSapiens para Mega, y posteriormente para HBO Max. Estrenada el 8 de noviembre de 2021.
La serie se sumerge en el mundo de la protección de la infancia y de la vulneración de los derechos de los niños en riesgo social, evidenciando los errores de un sistema en colapso.
Protagonizada por Tamara Acosta, Francisca Lewin, Paulina Urrutia y Sara Becker. Con las destacadas actuaciones de Paulina García, Amparo Noguera, Roberto Farías, entre otros.

## Premisa
La serie está inspirada en hechos reales, en los miles de casos de abusos y muertes que salieron a la luz pública a partir del año 2016 en Chile, en diferentes residencias del Sistema de Protección de Menores.

## Argumento
Paola Gómez (Tamara Acosta), abogada que representa a niños, niñas y jóvenes que han sido vulnerados en sus derechos, debe llevar a Catalina Pérez (Sara Becker) de 14 años de edad, a un Centro de Protección de Menores, separándola así de su familia para protegerla. Pero al poco tiempo, Catalina muere en extrañas circunstancias dentro de esta residencia. La tesis del supuesto suicidio de la menor, desata las sospechas de Paola, quien no conforme con la versión del Centro, emprende una investigación personal para descubrir la verdad tras la muerte de Catalina en la residencia Casita Feliz.

## Reparto y personajes

### Principales
- Tamara Acosta como Paola Gómez: abogada de la Corporación de Asistencia Judicial, que trabaja defendiendo los derechos de los menores de edad en riesgo social que han visto vulnerados sus derechos.[5]
- Francisca Lewin como Colomba Ulloa: psicóloga y directora de Casita Feliz, especializada en niños y jóvenes, pero no tiene experiencia en administrar un centro de niños en riesgo social; sobrina de Javiera.
- Paulina Urrutia como Fernanda Salazar: magistrado de Tribunales de Familia; expareja de Karen.

### Reparto
- Sara Becker como Catalina Pérez: adolescente víctima que muere en extrañas circunstancias al interior del Centro de Protección de Menores de Casita Feliz.
- Joaquín Guzmán como Carlos Alarcón: adolescente recluido en el Centro de Protección de Menores, Casita Feliz.
- Paulina García como Karen Sotomayor: abogada y directora Regional del Servicio de Protección de Menores, con muchos contactos en el mundo político; expareja de Fernanda.
- Amparo Noguera como Javiera Rojas: presidenta del Directorio de Fundación Mi Hogar; tía política de Colomba.
- Rodrigo Soto como Mario Sánchez: el narciso fiscal designado para investigar la muerte de una joven del Servicio de Protección de Menores.
- Roberto Farías como Juan Rebolledo: el temerario jefe de los cuidadores de trato directo, Presidente del Sindicato de Trabajadores del centro.

### Recurrentes
- Rallén Montenegro como Maciel
- Otilio Castro como Jaime Parraguez
- Patricia Cuyul como Magaly Araya
- Elvis Fuentes como Esteban
- Gabriela Castro como Jani
- María Victoria Ponce como Kiara
- Ian Morong como Tato
- Matías Paredes como Raúl
- Luz María Ortiz como Rebeca
- Ernesto Meléndez como Pantera
- Daniel Candia como Ramiro
- Roxana Naranjo como Jueza Gálvez
- Víctor Hugo Ogaz como Dueño de la importadora
- Hugo Vásquez como Zabala
- Germán Retamal como Nicolás
- Pier Nordetti Como Diputado Arévalo

## Producción
El 1 de octubre de 2018, el proyecto Protectoras se convierte en el máximo ganador de la categoría ficción de los fondos del Consejo Nacional de Televisión de Chile (CNTV), adjudicándose $581.999.923 de pesos para su financiamiento y realización en 2020. El proyecto fue adjudicado por Megamedia, exhibiéndose a fines de 2021. La serie también recibió financiamiento de Corfo y Megamedia.

## Reconocimientos
| Año  | Premiación       | Categoría                                                             | Nominado(s)                | Resultado | Ref.   |
| ---- | ---------------- | --------------------------------------------------------------------- | -------------------------- | --------- | ------ |
| 2022 | Premios Pulsar   | Mejor Música para Audiovisuales                                       | Sebastián Vergara          | Nominado  | [ 9 ]  |
| 2022 | Premios Produ    | Mejor Serie Dramática                                                 | No nos quieren ver         | Nominada  | [ 10 ] |
| 2022 | Premios Produ    | Mejor Actriz Principal - Serie de Acción, Policial, Terror o Thriller | Tamara Acosta              | Nominada  | [ 10 ] |
| 2022 | Premios Produ    | Mejor Dirección - Serie y Miniserie                                   | Guillermo Helo Juan-Oliver | Nominado  | [ 10 ] |
| 2023 | Premios Caleuche | Mejor actriz protagónica en series y/o miniseries                     | Tamara Acosta              | Ganadora  | [ 11 ] |
| 2023 | Premios Caleuche | Mejor actor de soporte en series y/o miniseries                       | Joaquín Guzmán             | Nominado  | [ 11 ] |
| 2023 | Premios Caleuche | Mejor actriz de soporte en series y/o miniseries                      | Paulina García             | Nominada  | [ 11 ] |
| 2023 | Premios Caleuche | Mejor actriz de soporte en series y/o miniseries                      | Amparo Noguera             | Nominada  | [ 11 ] |
| 2023 | Premios Caleuche | Mejor actriz de soporte en series y/o miniseries                      | Sara Becker                | Nominada  | [ 11 ] |